# Aspergillus
Aspergillus P. Micheli ex Haller, 1768 è un genere di funghi della famiglia Trichocomaceae che comprende circa 200 muffe. Per la prima volta fu catalogato nel 1729 dal sacerdote e biologo italiano Pier Antonio Micheli. La vista dei funghi al microscopio fece venire a Micheli in mente la forma di un aspersorio (latino aspergillum), spruzzatore di acqua lustrale, ed egli denominò il genere di conseguenza.

## Ecologia
Le specie appartenenti a questo genere sono fortemente aerobiche e crescono in quasi tutti gli ambienti ricchi di ossigeno, di solito sulla superficie di un substrato. Molte si sviluppano a danno di cibi ricchi di amido, come i cereali e le patate. Diverse specie manifestano il fenomeno dell'oligotrofia, cioè sono in grado di vivere in ambienti poveri o addirittura privi di nutrienti fondamentali: per esempio, Aspergillus niger cresce sui muri umidi.

## Importanza per l'uomo

### Importanza medica

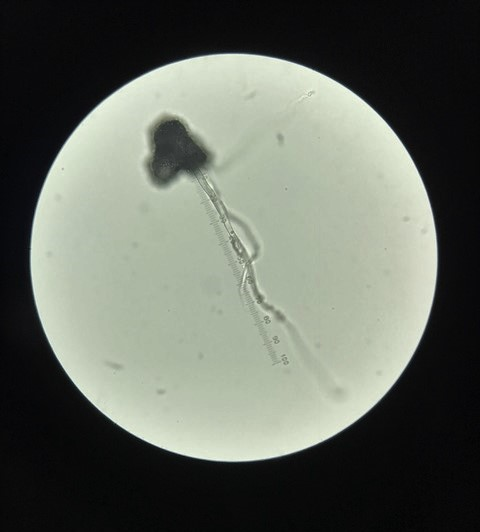
Aspergillus fumigatus

Alcune specie di Aspergillus, in particolare l'Aspergillus fumigatus e l'Aspergillus flavus, possono produrre nell'uomo e negli animali infezioni note con il nome di aspergillosi. Queste infezioni colpiscono tipicamente l'apparato respiratorio (naso e polmoni), dal quale in casi particolari possono estendersi ad altri organi. Alcune interessano la pelle e l'orecchio esterno. L'Aspergillus fumigatus e l'Aspergillus clavatus possono provocare allergie. 
Diverse specie producono sostanze estremamente tossiche come le aflatossine, che, oltre alla tossicità diretta, sono anche cancerogene. La presenza di aflatossine è oggetto di importanti limitazioni e frequenti controlli in alcune categorie di alimenti.

### Dannosità e utilità
L'Aspergillus può danneggiare una serie di alimenti che non vengono conservati sotto vuoto, soprattutto se ricchi di amidi. Alcune specie, come l'Aspergillus alliaceus, sono patogene per le piante coltivate (in particolare il mais), altre producono malattie negli animali d'allevamento. D'altra parte, non mancano le specie di Aspergillus utili per le attività umane. Dall'Aspergillus alliaceus viene isolata l'asperlicina, molecola attiva come antagonista di un ormone peptidico chiamato colecistochinina (CCK), coinvolto nel controllo dell'appetito.
L'Aspergillus niger si usa per la produzione di acido citrico, al punto che oltre il 99% della produzione mondiale di questo acido (quasi 5 milioni di tonnellate all'anno) avviene grazie a questo microrganismo. Viene adoperato anche per la produzione di alcuni enzimi. Recentemente si è scoperto che su substrati composti da zuccheri e lipidi e in condizioni di assoluta anaerobiosi gli Aspergillus niger avviano un processo metabolico particolare, in cui idrolizzano la molecola lipidica, ottenendo l'acido grasso, che verrà ridotto al corrispondente idrocarburo per permettere l'ossidazione del glucosio. Tale processo è estremamente lento, e sfruttarlo per la produzione biotecnologica di idrocarburi è al momento impossibile; tuttavia si stanno svolgendo ricerche al riguardo.
L'Aspergillus fumigatus viene utilizzato per la sintesi della 4-idrossicumarina. Gli Aspergillus oryzae, A. flavus e A. sojae si usano molto in ambito alimentare per ottenere koji, con cui si producono sake, shochu, miso, amazake, shio koji, salsa di soia, ecc.